# Edit Schlaffer

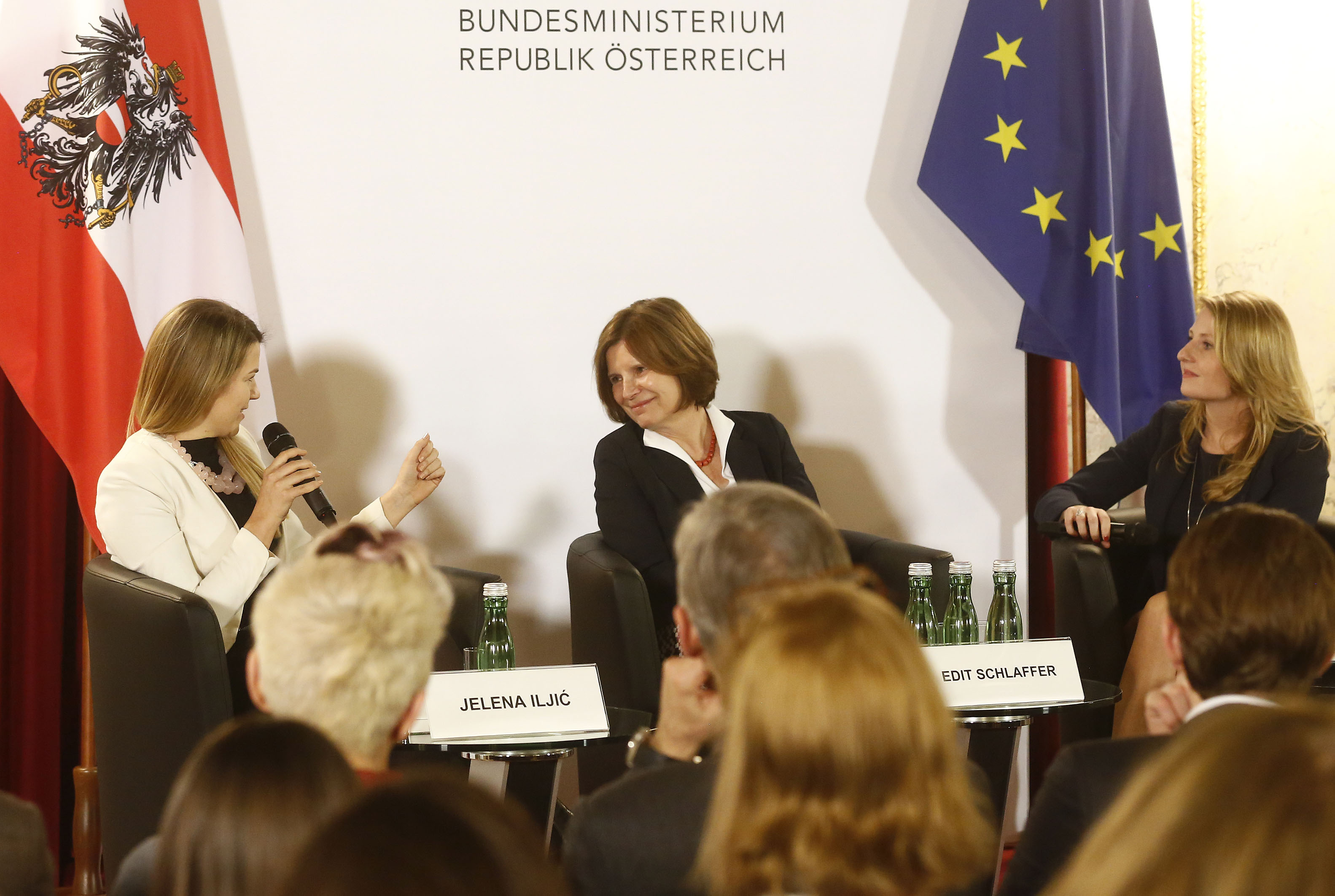
Jelena Iljic, Edit Schlaffer und Susanne Knasmüller (2016)

Edit Schlaffer (* 25. September 1950 in Stegersbach) ist eine österreichische Sozialwissenschaftlerin und Feministin. Die Schwerpunkte ihrer Forschung, Publikationen und Aktivitäten sind Frauen in der internationalen Politik und als handelnde Personen in Zivilgesellschaft und zwischenmenschlichen Beziehungen.

## Leben und Werk
Edit Schlaffers Vater war Beamter, ihre Mutter Lehrerin. Bis zum sechsten Lebensjahr wuchs sie bei ihrer Großmutter auf einem Bauernhof in Stegersbach auf.
Sie studierte Soziologie in Wien, wo sie auch promoviert wurde. An der Universität habe sie erlebt, wie konservativ die revolutionären 68er im Umgang mit Frauen waren. Als sie in den 1970er Jahren an der Akademie für Sozialarbeit in Wien unterrichtete, begann sie sich für die Frauenbewegung zu interessieren. 1981 gründete sie mit Cheryl Benard die feministische Menschenrechtsorganisation Amnesty for Women. Damit wollten sie auf die Defizite von Amnesty International hinweisen und geschlechtsspezifische Menschenrechtsverletzungen dokumentieren. Sie argumentierten, dass es Frauen in der Dritten Welt unendlich viel schlechter gehe als Frauen des Westens, und dass die Terminologie des europäischen Feminismus deren Leiden nicht erfasse.
Von 1982 bis 2005 leitete sie zusammen mit Benard die Ludwig-Boltzmann Forschungsstelle für Politik und zwischenmenschliche Beziehungen in Wien.
Schlaffer und Benard schrieben eine Reihe von Büchern zu feministischen Fragestellungen in Europa, darunter 1978 die soziologische Studie über häusliche Gewalt und Vergewaltigung in der Ehe. Zahlreiche Bücher, die sie mit Benard über die Geschlechterverhältnisse verfasste, beschreiben die alltäglichen Probleme im Berufs- und Privatleben von Frauen, wie in ihrem bekanntesten Rückwärts und auf Stöckelschuhen ...können Frauen soviel wie Männer von 1989.
Schlaffer ist Gründerin und Vorsitzende der internationalen Organisation Frauen ohne Grenzen (2002) mit Sitz in Wien, welche die Kommunikation zwischen westlichen und arabischen Frauen und ihre politische Führerschaft fördern will. 2008 gründete sie SAVE („Sisters Against Violent Extremism“), die erste globale Anti-Terror Plattform, die Frauen in verschiedenen Ländern zusammenführt, um sich gemeinsam gegen gewalttätigen Extremismus einzusetzen. Für ihre Studie Mothers for Change befragte sie im Auftrag des österreichischen Wissenschaftsfonds zusammen mit Ulrich Kropiunigg tausend Mütter in Nordirland, Pakistan, Israel, Palästina, Nigeria und Österreich, deren Kinder in den islamistischen Extremismus abgeglitten sind. Im Rahmen ihrer Organisation Frauen ohne Grenzen arbeitete sie jahrelang in „Mütterschulen“ mit Müttern von Dschihadisten und Selbstmordattentätern weltweit und mit Frauen, die verhindern wollen, dass ihre Söhne für den Dschihad von Organisationen wie ISIS rekrutiert werden. Edit Schlaffer vertritt die Auffassung, dass man bei den Müttern ansetzen müsse, um der Radikalisierung von muslimischen Jugendlichen und jungen Erwachsenen entgegenzuwirken. Die Präventivprojekte Mütterschulen gegen Extremismus sind in Nigeria, Indien, Pakistan und Indonesien teilweise schon seit 2012 etabliert, 2015 wurden sie in Österreich eröffnet.

## Auszeichnungen
- 2005 erhielt Edit Schlaffer den Käthe-Leichter-Staatspreis.[7] Für ihre Plattform SAVE wurde sie 2010 von der amerikanischen Nachrichtenagentur Women’s eNews in New York zu einer der „21 Leaders of the 21st Century“ gewählt und ist damit die erste Österreicherin, der die Auszeichnung zuteilwurde. Den Preis erhalten Frauen, die sich weltweit für die Verbesserung der Lebensbedingungen von Frauen einsetzen.[8] 2014 wurde sie von The Daily Beast in die Liste der „World’s Women of Consequence“ aufgenommen.[9]
- 2018 wurde sie von den Redakteuren des Reader’s Digest zur Europäerin des Jahres gekürt.[10]

## Publikationen
Gemeinsam mit Cheryl Benard:
- Die ganz gewöhnliche Gewalt in der Ehe. Texte zu einer Soziologie von Macht und Liebe. Reinbek bei Hamburg 1978: Rowohlt
- Der Mann auf der Straße. Über das merkwürdige Verhalten von Männern in ganz alltäglichen Situationen. Reinbek bei Hamburg 1980: Rowohlt
- Notizen über Besuche auf dem Land. Ein grauer Blick ins Grüne. Reinbek bei Hamburg 1981: Rowohlt
- Die Grenzen des Geschlechts. Anleitung zum Sturz des Internationalen Patriarchats. Reinbek bei Hamburg 1984: Rowohlt
- Liebesgeschichten aus dem Patriarchat. Von der übermäßigen Bereitschaft der Frauen, sich mit dem Vorhandenen zu arrangieren. Reinbek bei Hamburg 1984: Rowohlt
- Viel erlebt und nichts begriffen. Die Männer und die Frauenbewegung. Reinbek bei Hamburg 1985: Rowohlt
- Im Dschungel der Gefühle. Expeditionen in die Niederungen der Leidenschaft. Reinbek bei Hamburg 1987: Rowohlt
- Rückwärts und auf Stöckelschuhen... können Frauen so viel wie Männer. Köln 1989: Kiepenheuer & Witsch
- Laßt endlich die Männer in Ruhe.oder Wie man sie weniger und sich selbst mehr liebt. Reinbek bei Hamburg 1990: Rowohlt
- Sag uns, wo die Väter sind. Von der Arbeitssucht und Fahnenflucht des zweiten Elternteils Reinbek bei Hamburg 1991: Rowohlt
- Ohne uns seid ihr nichts. Was Frauen für Männer bedeuten. München 1992: Heyne
- Grenzenlos weiblich. Das schwache Geschlecht: stark im kommen. München 1995: Heyne
- Das Kind, das seinen Vater mit einem Samstag verwechselte. München 1996: Heyne
- Wie aus Mädchen tolle Frauen werden. Selbstbewußtsein jenseits aller Klischees München 1997: Heyne
- Die Emotionsfalle. Vom Triumph des weiblichen Verstandes. Frankfurt am Main 1999: Krüger
- Die Physik der Liebe. Warum selbstbewusste Frauen die besseren Beziehungen haben. München 2001: Kösel.
- Die Politik ist ein wildes Tier. Afghanische Frauen kämpfen um ihre Zukunft. Droemer Knaur Verlag, München 2002.
- Supermacht Mann – oder das Ende der Vernunft. Wien 2003: Ueberreuter.
- Glücklich trotz Mann. Partnerschaft und ihre Mythen. Frankfurt am Main 2004: Krüger.